# One-Two-Two
El One-Two-Two era uno de los más lujosos e ilustres burdeles de París en los años 1930 y 1940. El nombre  (Uno Dos Dos, en español) procedía de su dirección, 122 Rue de Provence, VIII Distrito de París. Los números fueron traducidos al inglés para garantizar que los turistas extranjeros pudieran encontrar el burdel y como contraseña para los franceses.
Abierto en 1924, el "One-Two-Two" cerró sus puertas en 1946 cuándo la ley de Marthe Richard prohibió los burdeles en Francia. El edificio es ahora utilizado para oficinas de empresas y oficinas administrativas.

## Orígenes del One-Two-Two
El One-Two-Two fue abierto en 1924 por Marcel Jamet y su primera esposa Fernande, que se hacía llamar Doriane. Anteriormente había trabajado en otro afamado burdel de París, Le Chabanais. Doriane, a través de su marido, adquirió el 122 Rue de Provence. Inicialmente sólo empleaba tres mujeres.
Originalmente, el edificio tenía tres pisos y había sido la mansión privada del príncipe Joaquín Murat. Un cuarto piso fue añadido por Marcel Jamet en 1933. Más tarde aumentó hasta unos imponentes siete pisos. En las ventanas había persianas blancas siempre bajadas.
Doriane dejó el One-Two-Two para casarse con un rico diplomático en 1939. Fue reemplazada por Georgette Pélagie, conocida como Fabienne, una joven que se convirtió en sub-madame a la edad de 21 años. Marcel Jamet se casó con ella en 1942 y para celebrarlo organizó un banquete extraordinario para 56 invitados distinguidos, quienes consumieron 34 botellas magnum de champán y 176 botellas de otros licores.
Fabienne escribió un libro sobre el One-Two-Two en 1975.

## Operativo
El edificio tenía veintidós habitaciones decoradas temáticamente. Entre cuarenta y sesenta y cinco prostitutas trabajaban para 300 clientes por día. Estaba abierto de 4:00 p. m. a 4:00 a. m. y las sub-madames filtraban a los hombres en la entrada. Las chicas del establecimiento tenían que tener cuatro servicios al día por veinte francos cada uno, excluyendo consejos, y dos sesiones los domingos. Había también un bar, un refectorio para las chicas, y una consulta médica.
Contaba también con un restaurante, el Boeuf à la Ficelle ("ternera con la cuerda", el nombre de una receta de carne asada de ternera fileteada sobre un caldo de verduras y especias al final de una cuerda). Las camareras llevaban como única indumentaria zapatos de tacón alto, delantal y una camelia en su cabello. Los huéspedes eran bienvenidos para cenar y a tomar el café y fumar un cigarro en una sala de estar después. Allí podrían charlar o flirtear con las chicas sin obligación de ir más allá.

## One-Two-Two durante la ocupación alemana
Durante la Segunda Guerra Mundial y la ocupación alemana de París (1940–1944), el One-Two-Two, como otros burdeles de lujo como Le Chabanais, fue un lugar de "relajación" después del trabajo para muchos oficiales alemanes que acudían a beneficiarse de los servicios de las jóvenes pupilas.
El establecimiento no fue afectado por el racionamiento. Otto Brandl, uno de los agentes principales del Abwehr en Francia después de septiembre de 1940, estaba implicado en el mercado negro parisino. Él y el capitán Wilhelm Radecke dirigían sus operaciones de mercado negro desde el One-Two-Two.
También participaban "Monsieur Michel" (Mandel Szkolnikoff), el proveedor más grande de los alemanes, y "Joseph" (Joseph Joanovici), un ex ratero de origen rumano que tenía el estatus de "judío económicamente valioso", miembros de la Gestapo francesa (apodada "Carlingue", carlinga en español) y miembros del hampa local como Pierre Bonny y Henri Lafont.
Después de la Liberación de París por los aliados, Fabienne negoció con los estadounidenses. Escribió que había entre ellos personas muy buenas, pero también racistas. No aceptó que un tipo quisiera pegar a una chica porque era negra.

## Patrones
Era un lugar frecuentado por la alta sociedad; dónde las personas iban para ser vistas allí (algunos hombres iban allí solo para cenar con su amante) y para disfrutar el encanto de sus "huéspedes".
- El maharajá de Kapurthala y su séquito, incluyendo un príncipe de Afganistán.
- El Aga Khan, Leopoldo III de Bélgica, Randolph Churchill.
- El estafador Alexandre Stavisky.
- Tino Rossi, Sacha Guitry, Jean Gabin, Raimu, Cary Grant, Humphrey Bogart y Katharine Hepburn, Mae West, Mistinguett, Édith Piaf, Suzy Solidor, Martine Carol.

## "El viaje alrededor del mundo"
Cada habitación tenía sus propias mujeres, destacadas en pedestales, con vestuario e iluminación acorde. Las habitaciones estaban decoradas como escenarios teatrales de muchas épocas y países del mundo. Algunos huéspedes practicaban "el viaje alrededor del mundo", el cual consistía en adoptar posiciones inspiradas en el Kama-sutra, en las habitaciones de los diferentes países, haciendo así una gira mundial de placeres eróticos. 
Las habitaciones principales eran:
- El camarote de un transatlántico, con ojos de buey, borda con vistas al mar, tumbonas y salvavidas.
- La habitación pirata, la cual incluía una cama con dosel que se mecía mecánicamente como una barca en la tempestad mientras chorros de agua, escondidos en las paredes, empapaban a los ocupantes para la experiencia definitiva en sexo marino.
- La habitación del Orient Express, una réplica exacta de un vagón de primera del famoso tren. Incluía el efecto mecánico de sacudida y rebote en un tren además de banda sonora de trenes y estaciones y ventanas con paisajes pasando. Como una opción, se podía reclamar la inclusión de la aparición de un revisor en la habitación, y unirse a las actividades.
- El desván con heno, con paja real.
- La habitación iglú con alfombras de oso polar.
- El tipi de los indios de América.
- La habitación provenzal.
- La casa de campo.
- El cuarto egipcio al estilo Cleopatra.
- El cuarto romano con triclinio ambientado para una orgía.
- El cuarto griego con columnas antiguas.
- La habitación del Renacimiento con las cortesanas del rey Francisco I de Francia.
- La Galería de los Espejos, una pequeña versión del Palacio de Versalles con enormes espejos giratorios.

Las habitaciones en los pisos superiores estaban dedicadas a los placeres sadomasoquistas. Como dijo Fabienne Jamet:  "Cuanto más se acercaba al cielo, más se acercaba uno al Infierno.":
- El cuarto de tortura de la Edad Media, con grilletes, cadenas y látigos.
- La habitación de tortura con escenificación de crucifixión, donde las esposas ligaban a la víctima a la cruz.

## Filmografía
- One, Two, Two: 122, rue de Provence es una película francesa de 1978 dirigida por Christian Gion. Inspirada en el libro de Fabienne Jamet sobre la vida diaria del establecimiento.